# Manuela Riva
Manuela Riva (* 28. Dezember 1939; † 15. Januar 2000 in München) war eine deutsche Schauspielerin.

## Karriere
Bereits 1972 wirkte sie im Film Der Tod der Maria Malibran mit. Ihre erste Hauptrolle hatte sie als „Natascha“ in Natascha – Todesgrüße aus Moskau (1977). In den 1980er und 90er Jahren spielte sie vor allem in deutschen Komödien, darunter in Happy Birthday, Türke!, Der bewegte Mann und Echte Kerle. In späteren Jahren folgten diverse Auftritte in Fernsehserien, wie zum Beispiel Marienhof oder SK-Babies.
Riva gehörte in den 1970er und 80er Jahren zu den Stars des Travestietheaters Pulverfaß Cabaret in Hamburg. Mit den anderen Stars des Theaters nahm sie 1981 eine Schallplatte auf und sang den Pulverfaß-Song, der auch als Single erschien. Riva nahm außerdem eine Single bei dem Label Sex Records auf.

## Filmografie

### Filme
- 1972: Der Tod der Maria Malibran
- 1977: Natascha – Todesgrüße aus Moskau
- 1984: Der Schneemann
- 1989: Hear on to Howling, Hermann
- 1991: Happy Birthday, Türke!
- 1992: Langer Samstag
- 1994: High Crusade – Frikassee im Weltraum
- 1994: Der bewegte Mann
- 1995: Nur über meine Leiche
- 1996: Echte Kerle

### TV-Serien
- 1996: SK-Babies (5 Folgen)
- 1999: SK Kölsch
- 1997–1999: Marienhof
- 1999: Bella Block: Geflüsterte Morde